# Изток-Запад (издателство)
Вижте пояснителната страница за други значения на Изток – Запад.
Издателство „Изток-Запад“ е българско частно издателство, основано в София през есента на 2002 г. 
До края на 2012 г. в каталога му има над 700 реализирани заглавия, групирани тематично в големите поредици „Изток“, „Запад“ и „България“. Издателството работи най-вече в областите на философията, културологията, антропологията, историята, икономиката, практическата и теоретическата психология, изобщо на познанието за човека и обществото. Наред с това немалък дял от книжната му продукция се пада на белетристиката, публицистиката, здравето и бизнес уменията.

## Автори
„Изток-Запад“ работи с голямо количество автори, главно от академичните среди. Такива са книгите на социолозите Георги Фотев и Петър-Емил Митев, политолозите Антоний Тодоров и Андрей Райчев, философите Цочо Бояджиев, Димитър Вацов и Добрин Спасов, културолозите Ивайло Дичев, Боян Манчев, Мария Шнитер, филолозите Анисава Милтенова, Анастас Герджиков и Владимир Трендафилов, психолозите Дончо Градев и Пламен Калчев, историците Васил Гюзелев, Николай Генчев, Мартин Иванов и Искра Баева, египтолозите Сергей Игнатов и Теодор Леков.
Издава и множество класически текстове на Тит Ливий, Свети Августин, Тома от Аквино, Фредерик Бастиа, Робърт Грейвс, Иван Хаджийски, Димитър Маринов, Симеон Радев, Яна Язова, Александър Балабанов и Богдан Филов.
Сред съвременните български писатели автори на издателството са Богомил Райнов, Станислава Чуринскиене, Иван Кулеков, Стефан Кисьов, Петър Волгин, Влади Киров, Златко Енев, Николай Табаков.
Биографиите на Здравко Дафинов и Владимир Гаджев са сред бестселърите на издателството. Други автори на бестселъри са Петър Величков и Росен Тахов.
В палитрата от съвременни преводни автори са Нейоми Клайн, Айн Ранд, Доналд Тръмп, Жозе Фреш, Джойс Каръл Оутс, Рут Прауър Джабвала, Джоузеф Стиглиц, Джордж Стайнър и др.
Популярната и обичана поредица „Magica“ включва прецизен подбор от жанрови автори, например Саймън Грийн, Питър Уотс, Робърт МакКамън, Джо Хил, Ан Райс, Карлос Руис Сафон, Ричард Леймън, Чайна Миевил, Дан Симънс, Феликс Палма, Макс Брукс, Чък Паланюк, Гийом Мюсо, Шърли Джаксън и Дийн Кунц.
В научната селекция се открояват едни от най-емблематичните съвременни имена, сред които са Майкъл Шърмър, Сам Харис, Джаред Даймънд, Антонио Дамазио, Ричард Докинс, Стивън Пинкър, Лорънс Краус, Даниъл Денет, Марио Ливио, Брайън Грийн, Робърт Райт, Ленард Млодинов, Дъглас Хофстатър, Карл Сейгън и Даниел Канеман.

## Мисия
| „ | „Екипът на „Изток-Запад“ има ясно очертана културна мисия. Годините на преход на българското общество се отразиха негативно на културния и научния живот в него, разрушиха духовната среда и поставиха под съмнение ценностната система на българина. Възстановяването на културните кръгове и запознаването на българския читател с постиженията на световната хуманитаристика – това е стратегическата цел на издателството.“ | “ |